# 钳斯坦蛛
钳斯坦蛛（学名：Stemmops forcipus）为球蛛科斯坦蛛属的动物。在中国大陆，分布于海南等地。该物种的模式产地在海南尖峰岭。